# Ipelcé (departamento)
Ipelcé é um departamento ou comuna da província de Bazèga no Burkina Faso. A sua capital é a cidade de Ipelcé.
Em 1 de julho de 2018 tinha uma população estimada em 16661 habitantes.